# Tyfonen Nancy
Tyfonen Nancy var en extremt kraftfull tropisk cyklon som i september 1961 drabbade de västra delarna av Stilla havet. Efter att ha bildats 7 september över de västra delarna av Stilla havet intensifierades lågtrycket snabbt och var redan 9 september en "supertyfon", (kategori 5 på Saffir–Simpsons orkanskala) med en medelvindhastighet (1 minut) över 70 m/s (250 km/h). Tyfonen fortsatte att intensifieras och 12 september hade lufttrycket i ögat sjunkit till endast 882 millibar. Den varaktiga vindhastigheten/medelvinden nära havsnivån beräknades då vara oerhörda 95 m/s (342 km/h), nästan 3 gånger över gränsen för orkan (33 m/s =118 km/h) med betydligt kraftigare vindbyar.
I försvagat skick drog sedan "Nancy" in över Japan men orsakade ändå förödande materiella skador och minst 172 personer omkom.

## Kraft
95 m/s är den högsta rapporterade medelvindhastigheten i en tropisk cyklon, Emellertid rapporterades under 1940-60-talen ytterligare ett antal fall med tyfoner som ska ha nått vindhastigheter på 90 m/s (324 km/h) eller mer. Idag menar många att beräkningarna var något överskattade. Det är till att börja med oerhört svårt att direkt mäta vindhastigheten i riktigt kraftfulla tropiska oväder då vindarna sliter sönder mätinstrumenten. 95 m/s är också 10 m/s högre än de högsta varaktiga vindhastigheter som uppmäts i tropiska cykloner som anses  tillförlitliga och som registrerats i bland annat Tyfonen Tip och Orkanen Camille. Observationen finns noterad som rekord hos WMO men även där tillägger man att 95 m/s troligen är överskattat.
Mätt efter lägsta uppmätta lufttryck i cyklonens öga är Tyfonen Tip (1979) den kraftigaste tropiska cyklonen som registrerats med ett lägsta uppmätta lufttryck på 870 millibar. Noterbart är också att på så pass låg höjd som 1 900 meter över havet var lufttrycket då endast 700 millibar.
Om man jämför högsta rapporterade vindhastigheten i "Nancy" med de kraftigaste tromberna i USA nådde vindhastigheten över gränsen för F5 (högsta nivån på den s.k. EF-skalan), Gränsen för F5 går vid 89,5 m/s (322 km/h) där praktiskt taget allting i trombens/tornadons väg, oavsett konstruktion totalförstörs.

### Fotnoter
1. ↑  JTWC Annual Typhoon Report 1961 Arkiverad 23 oktober 2020 hämtat från the Wayback Machine., sid. 119-130, läst 2013-01-06
2. ↑  NOAA Tropical Cyclone FAQ Subject E1 Arkiverad 6 december 2010 hämtat från the Wayback Machine. läst 2013-01-06
3. ↑  ”Arkiverade kopian”. Arkiverad från originalet den 15 oktober 2012. https://web.archive.org/web/20121015130903/http://wmo.asu.edu/world-tropical-cyclone-most-intense-tropical-cyclone-central-pressure. Läst 5 januari 2013.
4. ↑  http://www.wunderground.com/resources/severe/fujita_scale.asp